# Амір Хусейн Аль-Курді
Амір Хусейн Аль-Курді (араб. أمیر حسین الکردي), якого португальці назвали Міросем (порт. Mirocem), Мір-Хосем (порт. Mir-Hocem) або Міхір Хусейн (порт. Mihir Hussain) — губернатор міста Джидда на узбережжі Червоного моря, яке на початку XVI ст. належало єгипетському Мамелюцькому султанату. Він відзначився як адмірал мамлюцького флоту, який протистояв силам Португальської імперії в Індійському океані.

## Біографія
Незабаром після прибуття португальців до Індійського моря, Амір Хусейн був відправлений останнім султаном мамлюків Кансух аль-Гаурі для захисту єгипетських інтересів на морі, включаючи захист флоту мусульманських паломників до Мекки, яка на той момент була частиною Мамелюцького султанату.
У 1508 році він на чолі мамелюцького флоту об'єднав сили з Малік Айязом, адміралом з Гуджарата в битві при Чаулі, де вони зіткнулися і розбили флот Лоуренсу де Алмейди, сина віце-короля Португальської Індії Франсішку де Алмейди. Після цієї битви розпочалась запеклася боротьба з ним самого віце-короля португальської Індії, який переслідувпав Міросема, щоб помститися за смерть свого сина та звільнити португальських полонених, захоплених в битві при Чаулі. У 1509 році Алмейда ініціював і виграв битву при Діу.
Незадовго до падіння режиму мамелюків, разом з флотом на чрлі з османським адміралом Салман-реїсом, Хусейн успішно захистив Джидду в 1517 році від португальського флоту третього губернатора Португальської Індії Лопу Суареша де Албергарія.